# Bowes Museum
Bowes Museum är ett museum med en erkänd konstsamling som ligger i staden Barnard Castle i Durham i Storbritannien.  
Museet har målningar av El Greco, Francisco Goya, Pittoni, Canaletto, Jean-Honoré Fragonard och François Boucher, tillsammans med en betydande samling dekorativ konst, som keramik, textil, tapeter, klockor och kostymer, liksom äldre föremål från ortens lokala historia. 
Här finns även tidiga verk av den franska glaskonstnären Émile Gallé, vilka beställdes av Joséphine Chevalier (1825–1874), grundaren John Bowes hustru. En stor attraktion är en Silversvans automat från 1773, som med jämna mellanrum putsar sig, ser sig runt och verkar fånga och svälja en fisk.

## Historia
Bowes Museum specialbyggdes, avsett för att vara ett offentligt konstgalleri, för John Bowes (1811-1885) och hans hustru Joséphine Chevalier, grevinna av Montalbo (San Marino), men båda avled innan det öppnade år 1892. Bowes och hans hustru efterlämnade 125.000 pund och totalt 800 målningar till museet. 
Byggnaden påbörjades år 1869 och utformades av två arkitekter i samarbete, den franske arkitekten Jules Pellechet och John Edward Watson från Newcastle. 